# ثاليوم
الثاليوم (بالإنجليزية: Thallium)، عنصر كيميائي له الرمز Tl في الجدول الدوري، له العدد الذري 81، وهو يشبه القصدير، وهو عنصر فلزي لين رصاصي اللون يشبة عنصر الرصاص ويتفاعل الثاليوم في الهواء الرطب الساخن مع الحموض.
الثاليوم عنصر كيميائي برمز Tl والرقم الذري 81. إنه معدن رمادي ما بعد الانتقال غير موجود في الطبيعة. عند عزله، يشبه الثاليوم القصدير، لكن يتغير لونه عند تعرضه للهواء. اكتشف الكيميائيون ويليام كروكس وكلود أوغست لامي الثاليوم بشكل مستقل في عام 1861، في بقايا إنتاج حامض الكبريتيك. استخدم كلاهما الطريقة المطورة حديثًا لتحليل طيف اللهب، حيث ينتج الثاليوم خطًا طيفيًا أخضر ملحوظًا. الثاليوم باليونانية (θαλλός thallós)، التي تعني «اللقطة الخضراء» أو «الغصين»، أطلق عليها كروكس. تم عزلها من قبل كل من لامي وكروكس في عام 1862 ؛ لامي بالتحليل الكهربائي، وكروكس عن طريق الترسيب وذوبان المسحوق الناتج. عرضه كروكس كمسحوق رسبه الزنك في المعرض الدولي، الذي افتتح في 1 مايو من ذلك العام.
يميل الثاليوم إلى تكوين حالتي الأكسدة +3 و +1. حالة +3 تشبه حالة العناصر الأخرى في المجموعة 13 (البورون، الألومنيوم، الغاليوم، الإنديوم). ومع ذلك، فإن حالة +1، التي تكون أكثر بروزًا في الثاليوم من العناصر التي فوقها، تذكرنا بكيمياء الفلزات القلوية، وتوجد أيونات الثاليوم (I) جيولوجيًا في الغالب في الخامات التي أساسها البوتاسيوم، و (عند تناولها) بعدة طرق مثل أيونات البوتاسيوم (K +) بواسطة مضخات الأيونات في الخلايا الحية.
تجاريًا، لا ينتج الثاليوم من خامات البوتاسيوم، ولكن كمنتج ثانوي من تكرير خامات كبريتيد المعادن الثقيلة. يستخدم ما يقرب من 60-70٪ من إنتاج الثاليوم في صناعة الإلكترونيات، ويستخدم الباقي في صناعة الأدوية وتصنيع الزجاج. كما أنها تستخدم في أجهزة الكشف عن الأشعة تحت الحمراء. يستخدم النظائر المشعة الثاليوم -201 (مثل الكلوريد القابل للذوبان TlCl) بكميات صغيرة كعامل في فحص الطب النووي، خلال نوع واحد من اختبار إجهاد القلب النووي.
تعتبر أملاح الثاليوم القابلة للذوبان (وكثير منها لا طعم له تقريبًا) شديدة السمية، وقد استخدمت تاريخيًا في سموم الفئران ومبيدات الحشرات. تم تقييد أو حظر استخدام هذه المركبات في العديد من البلدان، بسبب سميتها غير الانتقائية. عادة ما يؤدي التسمم بالثاليوم إلى تساقط الشعر، على الرغم من أن هذه الأعراض المميزة لا تظهر دائمًا. بسبب شعبيته التاريخية كسلاح قتل، اكتسب الثاليوم سمعة سيئة باعتباره «سم السم» و «مسحوق الوراثة» (إلى جانب الزرنيخ).

## مميزات
تحتوي ذرة الثاليوم على 81 إلكترونًا، مرتبة في تكوين الإلكترون [Xe] 4f 14 5d 10 6s 2 6p 1 ؛ من هذه الإلكترونات الثلاثة الخارجية في الغلاف السادس هي إلكترونات التكافؤ. نظرًا لتأثير الزوج الخامل، فإن زوج الإلكترون 6s مستقر نسبيًا ويصعب إشراكهما في الترابط الكيميائي مقارنة بالعناصر الأثقل. وبالتالي، يتوفر عدد قليل جدًا من الإلكترونات للربط المعدني، على غرار العناصر المجاورة الزئبق والرصاص، وبالتالي فإن الثاليوم، مثل متجانساته، هو معدن ناعم عالي التوصيل كهربائيًا مع نقطة انصهار منخفضة تبلغ 304 درجة مئوية.
تم الإبلاغ عن عدد من جهود القطب القياسية، اعتمادًا على التفاعل قيد الدراسة،  بالنسبة للثاليوم، مما يعكس الاستقرار المتناقص بشكل كبير في حالة الأكسدة +3:
| +0.73  | Tl3+ + 3 e− | ↔ Tl |
| −0.336 | Tl+ + e−    | ↔ Tl |

الثاليوم هو العنصر الأول في المجموعة 13 حيث يكون اختزال حالة الأكسدة +3 إلى حالة الأكسدة +1 تلقائيًا في ظل الظروف القياسية. نظرًا لأن طاقات الرابطة تنخفض إلى أسفل المجموعة، مع الثاليوم، فإن الطاقة المنبعثة في تكوين رابطين إضافيين والوصول إلى حالة +3 لا تكفي دائمًا لتفوق الطاقة اللازمة لإشراك الإلكترونات 6. وفقًا لذلك، فإن أكسيد الثاليوم (I) وهيدروكسيد هما أكثر قاعدية وأكسيد الثاليوم (III) وهيدروكسيد أكثر حمضية، مما يدل على أن الثاليوم يتوافق مع القاعدة العامة للعناصر التي تكون أكثر حساسية للكهرباء في حالات الأكسدة المنخفضة.
الثاليوم مرن وقابل للتقطيع بدرجة كافية ليتم قطعه بسكين في درجة حرارة الغرفة. له بريق معدني، عند تعرضه للهواء، يتحول بسرعة إلى مسحة رمادية مزرقة تشبه الرصاص. يمكن حفظه عن طريق الغمر في الزيت. تتراكم طبقة ثقيلة من الأكسيد على الثاليوم إذا تركت في الهواء. في وجود الماء يتكون هيدروكسيد الثاليوم. تعمل أحماض الكبريتيك والنتريك على إذابة الثاليوم بسرعة لتكوين أملاح الكبريتات والنترات، بينما يشكل حمض الهيدروكلوريك طبقة كلوريد الثاليوم (I) غير القابلة للذوبان.

### النظائر
يحتوي الثاليوم على 41 نظيرًا لها كتل ذرية تتراوح من 176 إلى 216. 203 TL و 205 Tl هما النظائر المستقرة الوحيدة ويشكلان تقريبًا كل الثاليوم الطبيعي. 204 Tl هو أكثر النظائر المشعة استقرارًا، مع عمر نصف يبلغ 3.78 سنة. وهي مصنوعة عن طريق التنشيط النيوتروني لثاليوم مستقر في مفاعل نووي. أكثر النظائر المشعة فائدة، 201 لتر (نصف عمر 73 ساعة)، يتحلل عن طريق التقاط الإلكترون، وينبعث منه أشعة سينية (~ 70-80 keV)، والفوتونات 135 و 167 keV في الوفرة الإجمالية 10٪ ؛  لذلك، فهي تتمتع بخصائص تصوير جيدة دون جرعة إشعاع مفرطة للمريض. وهو أكثر النظائر شيوعًا المستخدمة في اختبارات الإجهاد القلبي للثاليوم النووي.

## مركبات

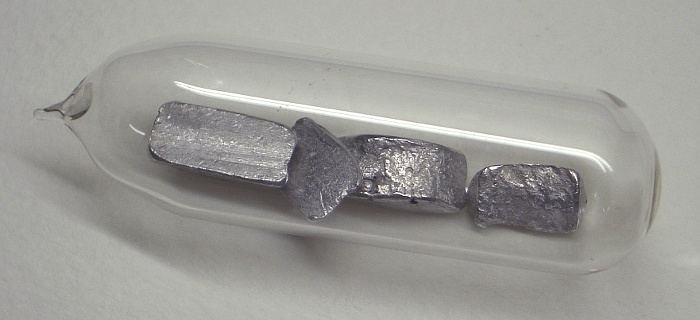
عنصر الثاليوم

### الثاليوم (III)
تشبه مركبات الثاليوم (III) مركبات الألومنيوم (III) المقابلة. إنها عوامل مؤكسدة قوية بشكل معتدل وعادة ما تكون غير مستقرة، كما يتضح من احتمال الاختزال الإيجابي للزوجين Tl 3+ / Tl. تُعرف أيضًا بعض مركبات التكافؤ المختلط، مثل Tl 4 O 3 و TlCl 2، والتي تحتوي على كل من الثاليوم (I) والثاليوم (III). أكسيد الثاليوم (III)، Tl 2 O 3، مادة صلبة سوداء تتحلل فوق 800 درجة مئوية، مكونًا أكسيد الثاليوم (I) والأكسجين.
أبسط مركب ثاليوم ممكن، ثالان (TlH 3)، غير مستقر جدًا بحيث لا يتواجد بكميات كبيرة، بسبب عدم استقرار حالة الأكسدة +3 وكذلك التداخل الضعيف لمداري التكافؤ 6S و 6 p للثاليوم مع مدار 1s من هيدروجين. تعتبر الثلاثيات أكثر استقرارًا، على الرغم من أنها تختلف كيميائيًا عن عناصر المجموعة الأخف 13 عنصرًا ولا تزال الأقل استقرارًا في المجموعة بأكملها. على سبيل المثال، يحتوي فلوريد الثاليوم (III)، TlF 3، على هيكل β-BiF 3 بدلاً من هيكل مجموعة 13 TlF4- أنيون معقد في محلول مائي. لا يتناسب ثلاثي كلوريد وثلاثي البروميد فوق درجة حرارة الغرفة مباشرة لإعطاء الهاليد الأحادية، ويحتوي ثلاثي يوديد الثاليوم على أنيون ثلاثي I3-) وهو في الواقع مركب الثاليوم (I). الثاليوم (III) كالكوجينيدات سيسكي غير موجود.

### الثاليوم (I)
هاليدات الثاليوم (I) مستقرة. تماشيًا مع الحجم الكبير لـ Tl + الكاتيون، فإن الكلوريد والبروميد لهما هيكل كلوريد السيزيوم، بينما يحتوي الفلورايد واليوديد على هياكل مشوهة لكلوريد الصوديوم. مثل مركبات الفضة المماثلة، تعتبر TlCl و TlBr و TlI حساسة للضوء وتعرض قابلية ذوبان ضعيفة في الماء. يوضح استقرار مركبات الثاليوم (I) اختلافاته عن بقية المجموعة: من المعروف أن أكسيد مستقر وهيدروكسيد وكربونات، وكذلك العديد من الكالكوجينيدات.
الملح المزدوج Tl4(OH)2CO3 تحتوي على مثلثات الثاليوم المتمحورة حول الهيدروكسيل، [Tl3(OH)]2+، كعنصر متكرر في جميع أنحاء هيكلها الصلب.
مركب إيثوكسيد الثاليوم المعدني العضوي (TlOEt، TlOC 2 H 5) عبارة عن سائل ثقيل (ρ 3.49، النائب −3 °C)،  غالبًا ما تستخدم كمصدر للثاليوم أساسي وقابل للذوبان في الكيمياء العضوية والمعدنية العضوية.

### المركبات العضوية
تميل مركبات الثاليوم العضوية إلى أن تكون غير مستقرة حرارياً، بما يتوافق مع اتجاه تناقص الاستقرار الحراري للمجموعة 13. التفاعل الكيميائي لرابطة Tl-C هو أيضًا الأدنى في المجموعة، خاصةً للمركبات الأيونية من النوع R 2 TlX. يشكل الثاليوم الأيون المستقر [Tl (CH 3) 2 ] + أيون في محلول مائي؛ مثل متساوي الإلكترون Hg (CH 3 ) 2 و [Pb (CH 3) 2 ] 2+، فهو خطي. ثلاثي ميثيل الثاليوم وثلاثي إيثيل ثاليوم، مثل مركبات الغاليوم والإنديوم المقابلة، سوائل قابلة للاشتعال مع نقاط انصهار منخفضة. مثل الإنديوم، تحتوي مركبات الثاليوم حلقي البنتادينيل على الثاليوم (I)، على عكس الغاليوم (III).

## تاريخ
الثاليوم (باليونانية θαλλός، thallos، التي تعني «لقطة خضراء أو غصين»)  اكتشفها ويليام كروكس وكلود أوغست لامي، اللذين يعملان بشكل مستقل، وكلاهما يستخدم التحليل الطيفي للهب (كان كروكس أول من نشر النتائج التي توصل إليها، في 30 مارس 1861). يأتي الاسم من خطوط الانبعاث الطيفي الخضراء الزاهية للثاليوم.
بعد نشر الطريقة المحسنة لتحليل طيف اللهب بواسطة روبرت بنسن وجوستاف كيرشوف  واكتشاف السيزيوم والروبيديوم في الأعوام 1859 إلى 1860، أصبح التحليل الطيفي للهب طريقة معتمدة لتحديد تكوين المعادن والمنتجات الكيميائية. بدأ كل من كروكس ولامي في استخدام الطريقة الجديدة. استخدمه كروكس لعمل قرارات طيفية للتيلوريوم على مركبات السيلينيوم المترسبة في غرفة الرصاص في مصنع لإنتاج حامض الكبريتيك بالقرب من تيلكيرود في جبال هارتس. كان قد حصل على عينات لأبحاثه على سيانيد السيلينيوم من أغسطس هوفمان قبل سنوات. بحلول عام 1862، تمكن كروكس من عزل كميات صغيرة من العنصر الجديد وتحديد خصائص بعض المركبات. استخدم كلود أوغست لامي مطيافًا مشابهًا لـ كروكس لتحديد تكوين مادة تحتوي على السيلينيوم والتي ترسبت أثناء إنتاج حمض الكبريتيك من البيريت. كما لاحظ الخط الأخضر الجديد في الأطياف وخلص إلى وجود عنصر جديد. تلقى لامي هذه المادة من مصنع حامض الكبريتيك الخاص بصديقه فريد كولمان وكان هذا المنتج الثانوي متوفرًا بكميات كبيرة. بدأ لامي في عزل العنصر الجديد عن هذا المصدر. حقيقة أن لامي كان قادرًا على عمل كميات كبيرة من الثاليوم مكنته من تحديد خصائص العديد من المركبات، بالإضافة إلى أنه قام بإعداد سبيكة صغيرة من الثاليوم المعدني الذي أعده عن طريق إعادة صهر الثاليوم الذي حصل عليه عن طريق التحليل الكهربائي لأملاح الثاليوم.
عندما اكتشف كلا العالمين الثاليوم بشكل مستقل وأن جزءًا كبيرًا من العمل، وخاصة عزل الثاليوم المعدني تم بواسطة لامي، حاول كروكس تأمين أولويته في العمل. حصل لامي على ميدالية في المعرض الدولي في لندن عام 1862: لاكتشاف مصدر جديد وفير للثاليوم وبعد احتجاج شديد حصل كروكس أيضًا على ميدالية: الثاليوم، لاكتشاف العنصر الجديد. استمر الجدل بين كلا العالمين خلال عامي 1862 و 1863. انتهى معظم النقاش بعد انتخاب كروكس زميلًا في الجمعية الملكية في يونيو 1863.
كان الاستخدام المهيمن للثاليوم هو استخدامه سم للقوارض. بعد عدة حوادث، تم حظر استخدام السم في الولايات المتحدة بموجب الأمر التنفيذي الرئاسي 11643 في فبراير 1972. في السنوات اللاحقة، حظرت عدة دول أخرى استخدامه.

## الحدوث والإنتاج

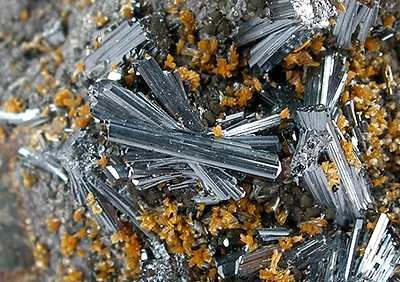
Crystals of hutchinsonite ((Tl,Pb)_{2}As_{5}S_{9})

على الرغم من أن الثاليوم عنصر متواضع الوفرة في القشرة الأرضية، بتركيز يقدر بحوالي 0.7 ملغم / كغم،  في الغالب بالاقتران مع المعادن التي أساسها البوتاسيوم في الطين والتربة والجرانيت، لا يمكن استرجاع الثاليوم اقتصاديًا بشكل عام من هذه المصادر. المصدر الرئيسي للثاليوم لأغراض عملية هو الكمية النزرة الموجودة في النحاس والرصاص والزنك وخامات كبريتيد المعادن الثقيلة الأخرى.
تم العثور على الثاليوم في المعادن كروكيسايت TlCu7Se4، هاتشينسونيت TlPbAs5S9، ولورانديت TlAsS2.  يحدث الثاليوم أيضًا كعنصر ضئيل في بيريت الحديد، ويتم استخراج الثاليوم كمنتج ثانوي لتحميص هذا المعدن لإنتاج حامض الكبريتيك.
يمكن أيضًا الحصول على الثاليوم من صهر خامات الرصاص والزنك. تحتوي عقيدات المنغنيز الموجودة في قاع المحيط على بعض الثاليوم، لكن جمع هذه العقيدات كان باهظ التكلفة. هناك أيضًا احتمال إلحاق الضرر بالبيئة المحيطية. بالإضافة إلى ذلك، توجد العديد من معادن الثاليوم الأخرى، التي تحتوي على 16٪ إلى 60٪ من الثاليوم، في الطبيعة كمجمعات من الكبريتيدات أو السلينيدات التي تحتوي بشكل أساسي على الأنتيمون والزرنيخ والنحاس والرصاص و / أو الفضة. هذه المعادن نادرة، وليس لها أهمية تجارية كمصادر للثاليوم. كانت رواسب Allchar في جنوب مقدونيا الشمالية هي المنطقة الوحيدة التي تم فيها تعدين الثاليوم بنشاط. لا يزال هذا الإيداع يحتوي على ما يقدر بـ 500 طن من الثاليوم، وهو مصدر للعديد من معادن الثاليوم النادرة، على سبيل المثال لورانديت.
تقدر هيئة المسح الجيولوجي الأمريكية (USGS) أن الإنتاج العالمي السنوي من الثاليوم يبلغ حوالي 10 طن متري كمنتج ثانوي من صهر النحاس والزنك وخامات الرصاص. يتم استخراج الثاليوم إما من الغبار من مداخن المصهر أو من المخلفات مثل الخبث التي يتم جمعها في نهاية عملية الصهر. تحتوي المواد الخام المستخدمة في إنتاج الثاليوم على كميات كبيرة من المواد الأخرى، وبالتالي فإن التنقية هي الخطوة الأولى. يتم ترشيح الثاليوم إما عن طريق استخدام قاعدة أو حمض الكبريتيك من المادة. يتم ترسيب الثاليوم عدة مرات من المحلول لإزالة الشوائب. في النهاية يتم تحويله إلى كبريتات الثاليوم ويتم استخلاص الثاليوم بالتحليل الكهربائي على ألواح من البلاتين أو الفولاذ المقاوم للصدأ.  انخفض إنتاج الثاليوم بنحو 33٪ في الفترة من 1995 إلى 2009 - من حوالي 15 طن متري إلى حوالي 10 طن. نظرًا لوجود العديد من الرواسب أو الخامات الصغيرة ذات المحتوى المرتفع نسبيًا من الثاليوم، سيكون من الممكن زيادة الإنتاج إذا أصبح تطبيق جديد، مثل الموصل الفائق الذي يحتوي على الثاليوم الافتراضي، عمليًا للاستخدام على نطاق واسع خارج المختبر.

## التطبيقات

### استخدامات تاريخية
كانت كبريتات الثاليوم عديمة الرائحة والمذاق تستخدم على نطاق واسع كمبيد للفئران وقاتل للنمل. منذ عام 1972، تم حظر هذا الاستخدام في الولايات المتحدة بسبب مخاوف تتعلق بالسلامة. اتبعت العديد من البلدان الأخرى هذا المثال. تم استخدام أملاح الثاليوم في علاج القوباء الحلقية والتهابات الجلد الأخرى وتقليل التعرق الليلي لمرضى السل. كان هذا الاستخدام محدودًا بسبب ضيق مؤشرها العلاجي، وتطوير الأدوية المحسّنة لهذه الحالات.

### بصريات
تم استخدام بلورات الثاليوم (I) بروميد والثاليوم (I) كمواد بصرية تعمل بالأشعة تحت الحمراء، لأنها أصعب من بصريات الأشعة تحت الحمراء الشائعة الأخرى، ولأنها تنتقل بأطوال موجية أطول بشكل ملحوظ. يشير الاسم التجاري KRS-5 إلى هذه المادة. تم استخدام أكسيد الثاليوم (I) لتصنيع الزجاج الذي يحتوي على مؤشر انكسار عالٍ. إلى جانب الكبريت أو السيلينيوم والزرنيخ، تم استخدام الثاليوم في إنتاج الزجاج عالي الكثافة التي لها نقاط انصهار منخفضة في حدود 125 و 150 درجة مئوية. تتمتع هذه الزجاجات بخصائص درجة حرارة الغرفة تشبه الزجاج العادي وهي متينة وغير قابلة للذوبان في الماء ولها مؤشرات انكسار فريدة.

### إلكترونيات

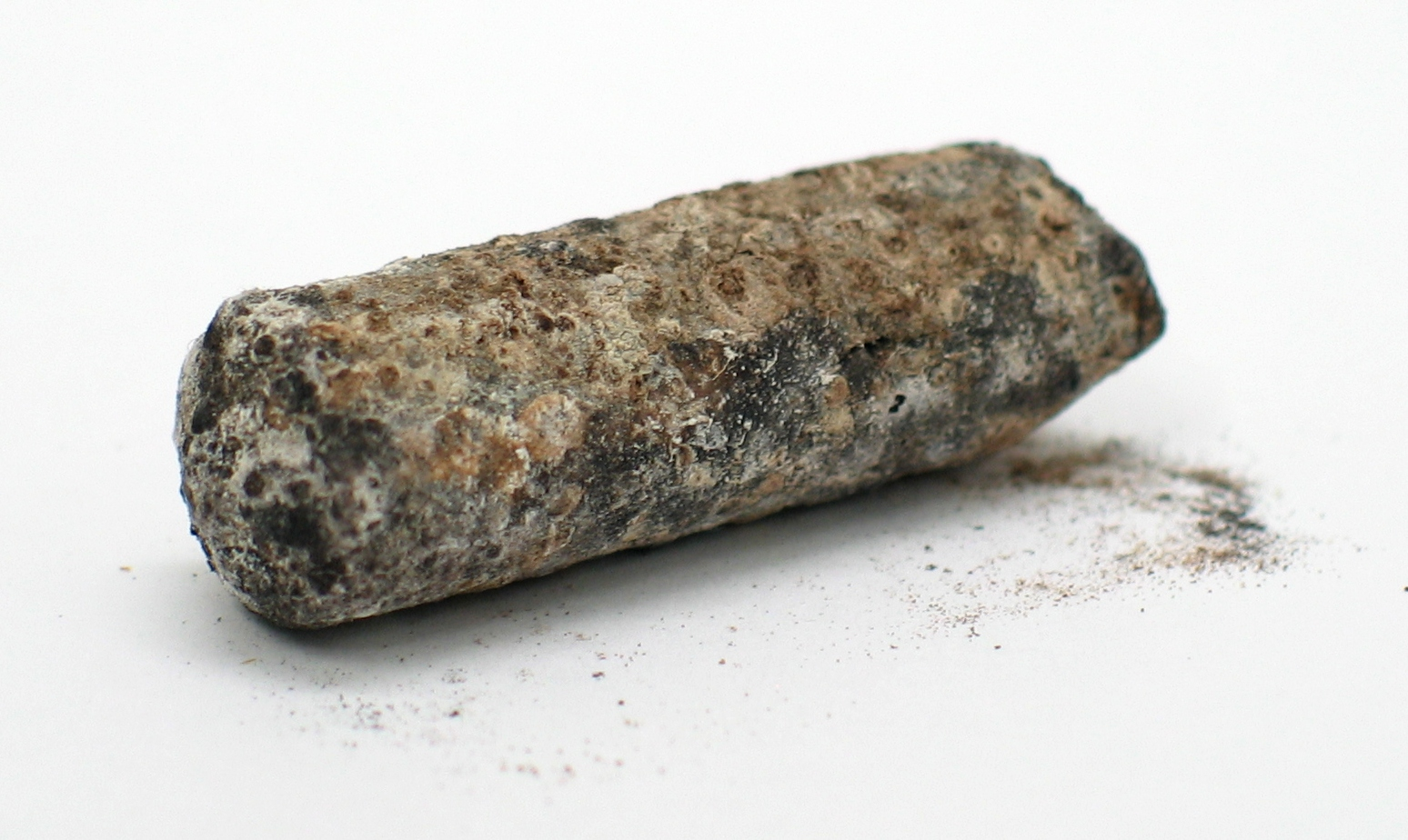
تآكل قضيب الثاليوم

تتغير الموصلية الكهربائية لثاليوم (I) كبريتيد مع التعرض لضوء الأشعة تحت الحمراء، مما يجعل هذا المركب مفيدًا في مقاومات الضوء. تم استخدام سيلينيد الثاليوم في مقياس ضغط للكشف عن الأشعة تحت الحمراء. يُحسِّن تعاطي المنشطات من أشباه موصلات السيلينيوم بالثاليوم من أدائها، وبالتالي تُستخدم بكميات ضئيلة في مقومات السيلينيوم. تطبيق آخر لمنشطات الثاليوم هو بلورات يوديد الصوديوم في أجهزة الكشف عن إشعاع جاما. في هذه البلورات، يتم تخدير بلورات يوديد الصوديوم بكمية صغيرة من الثاليوم لتحسين كفاءتها كمولدات وميض. تحتوي بعض الأقطاب الكهربائية في أجهزة تحليل الأكسجين المذاب على الثاليوم.

### الموصلية الفائقة في درجات الحرارة العالية
نشاط البحث مع الثاليوم مستمر لتطوير مواد فائقة التوصيل عالية الحرارة لتطبيقات مثل التصوير بالرنين المغناطيسي، وتخزين الطاقة المغناطيسية، والدفع المغناطيسي، وتوليد الطاقة الكهربائية ونقلها. بدأ البحث في التطبيقات بعد اكتشاف أول موصل فائق لثاليوم الباريوم وأكسيد النحاس والكالسيوم في عام 1988. تم اكتشاف الموصلات الفائقة للثاليوم كوبرات التي تحتوي على درجات حرارة انتقالية أعلى من 120 كلفن، بعض الموصلات الفائقة التي تحتوي على مادة الثاليوم كوباتي تحتوي على درجات حرارة انتقالية أعلى من 130 كلفن عند الضغط المحيط، أي تقريبًا مثل نحاس الزئبق الذي يحمل الرقم القياسي العالمي.

### طبي
قبل تطبيق على نطاق واسع من تكنيتيوم-99m في الطب النووي، والإشعاعي النظائر الثاليوم-201، مع فترة نصف العمر من 73 ساعة، كانت المادة الرئيسية ل تخطيط القلب النووي. لا يزال النيوكليد مستخدمًا لاختبارات الإجهاد لتصنيف المخاطر في المرضى الذين يعانون من مرض الشريان التاجي (CAD). يمكن توليد نظير الثاليوم هذا باستخدام مولد قابل للنقل، مشابه لمولد التكنيشيوم 99 م. يحتوي المولد على الرصاص 201 (نصف العمر 9.33 ساعة)، والذي يتحلل عن طريق التقاط الإلكترون إلى الثاليوم 201. يمكن إنتاج الرصاص 201 في سيكلوترون عن طريق قصف الثاليوم بالبروتونات أو الديوتيرونات بواسطة تفاعلات (p، 3n) و (d، 4n).

#### اختبار إجهاد الثاليوم
اختبار إجهاد الثاليوم هو شكل من أشكال التصوير الومضاني حيث ترتبط كمية الثاليوم في الأنسجة بإمدادات الدم للأنسجة. تحتوي خلايا القلب القابلة للحياة على مضخات تبادل أيوني Na + / K + . يربط Tl + الكاتيون مضخات K + ويتم نقلها إلى الخلايا. التمرين أو الديبيريدامول يحرض على توسيع (توسع الأوعية) الشرايين في الجسم. ينتج عن ذلك سرقة الشريان التاجي من خلال المناطق التي تتوسع فيها الشرايين إلى أقصى حد. تظل مناطق الاحتشاء أو النسيج الإقفاري «باردة». قد يشير الثاليوم قبل وبعد الإجهاد إلى المناطق التي ستستفيد من إعادة توعية عضلة القلب. تشير إعادة التوزيع إلى وجود سرقة للشريان التاجي ووجود مرض الشريان التاجي الإقفاري.

### استخدامات أخرى
تم الإبلاغ عن أن سبيكة من الزئبق - الثاليوم، والتي تشكل مادة سهلة الانصهار بنسبة 8.5٪ من الثاليوم، تتجمد عند −60 درجة مئوية، حوالي 20 درجة مئوية تحت درجة تجمد الزئبق. تُستخدم هذه السبيكة في موازين الحرارة ومفاتيح درجات الحرارة المنخفضة. في التخليق العضوي، تعتبر أملاح الثاليوم (III)، مثل ثلاثي نترات الثاليوم أو ثلاثي الأسيتات، كواشف مفيدة لإجراء تحولات مختلفة في العطريات والكيتونات والأوليفينات، من بين أمور أخرى. الثاليوم هو أحد مكونات السبيكة الموجودة في ألواح الأنود لبطاريات مياه البحر المغنيسيوم. تضاف أملاح الثاليوم القابلة للذوبان إلى حمامات طلاء الذهب لزيادة سرعة الطلاء وتقليل حجم الحبوب داخل طبقة الذهب.
يُعرف محلول مشبع من أجزاء متساوية من فورمات الثاليوم (I) (Tl (CHO 2)) والثاليوم (I) مالونات (Tl (C 3 H 3 O 4)) في الماء بمحلول كليريسي. وهو سائل متنقل عديم الرائحة يتحول من الأصفر إلى عديم اللون عند تقليل تركيز أملاح الثاليوم. بكثافة 4.25 جم / سم 3 عند 20 درجة مئوية، محلول كليريسي هو أحد أثقل الحلول المائية المعروفة. تم استخدامه في القرن العشرين لقياس كثافة المعادن بطريقة التعويم، ولكن توقف استخدامه بسبب السمية العالية والتآكل للمحلول.
كثيرا ما يستخدم يوديد الثاليوم كمادة مضافة في مصابيح الهاليد المعدنية، غالبا مع واحد أو اثنين من هاليدات المعادن الأخرى. يسمح بتحسين درجة حرارة المصباح وتجسيد اللون،  ويحول الإخراج الطيفي إلى المنطقة الخضراء، وهو أمر مفيد للإضاءة تحت الماء.

## تسمم
الثاليوم ومركباته شديدة السمية، مع تسجيل العديد من حالات التسمم القاتل بالثاليوم. حددت إدارة السلامة والصحة المهنية (OSHA) الحد القانوني (حد التعرض المسموح به) للتعرض للثاليوم في مكان العمل على أنه 0.1 ملغم / م 2 التعرض للجلد لمدة 8 ساعات يوم عمل. حدد المعهد الوطني للسلامة والصحة المهنية (NIOSH) أيضًا حد التعرض الموصى به (REL) وهو 0.1 ملغم / م 2 التعرض للجلد لمدة 8 ساعات يوم عمل. عند مستويات 15 ملغم / م 2، يشكل الثاليوم خطرًا مباشرًا على الحياة والصحة.
يعد ملامسة الجلد أمرًا خطيرًا، ويجب توفير تهوية كافية عند صهر هذا المعدن. تتميز مركبات الثاليوم (I) بقابلية ذوبان مائية عالية ويتم امتصاصها بسهولة من خلال الجلد، ويجب توخي الحذر لتجنب طريق التعرض هذا، حيث يمكن أن يتجاوز الامتصاص الجلدي الجرعة الممتصة التي يتم تلقيها عن طريق الاستنشاق عند حد التعرض المسموح به (PEL). يجب ألا يتجاوز التعرض عن طريق الاستنشاق 0.1 مجم / م 2 في متوسط 8 ساعات مرجح الوقت (40 ساعة عمل في الأسبوع). يقول البعض إن الثاليوم مادة مسرطنة للإنسان.  تنص مراكز السيطرة على الأمراض والوقاية منها (CDC) على أن «الثاليوم لا يُصنف على أنه مادة مسرطنة، ولا يُشتبه في أنه مادة مسرطنة. من غير المعروف ما إذا كان التعرض المزمن أو المتكرر للثاليوم يزيد من مخاطر السمية الإنجابية أو السمية التنموية. وقد أبلغ المزمن التعرض على مستوى عال لالثاليوم عن طريق الاستنشاق أن تتسبب في آثار الجهاز العصبي، مثل تنميل أصابع اليدين والقدمين». لفترة طويلة كانت مركبات الثاليوم متاحة بسهولة كمبيد الفئران. هذه الحقيقة وهي قابلة للذوبان في الماء وتقريباً لا طعم لها أدت إلى تسمم متكرر ناتج عن حادث أو نية إجرامية.
تتمثل إحدى الطرق الرئيسية لإزالة الثاليوم (المشع والمستقر) من البشر في استخدام اللون الأزرق البروسي، وهو مادة تمتص الثاليوم. ما يصل إلى 20 يتغذى المريض بالجرام من اللون الأزرق البروسي يوميًا عن طريق الفم، ويمر عبر الجهاز الهضمي ويخرج في البراز. يتم استخدام غسيل الكلى وتسريب الدم ‏ أيضًا لإزالة الثاليوم من مصل الدم. في مراحل لاحقة من العلاج، يتم استخدام بوتاسيوم إضافي لتعبئة الثاليوم من الأنسجة.
وفقًا لوكالة حماية البيئة الأمريكية (EPA)، تشمل المصادر التي من صنع الإنسان لتلوث الثاليوم الانبعاثات الغازية لمصانع الأسمنت ومحطات الطاقة التي تعمل بحرق الفحم والمجاري المعدنية. المصدر الرئيسي لتركيزات الثاليوم المرتفعة في الماء هو ترشيح الثاليوم من عمليات معالجة الخام.

## اقتباسات
1. ↑  Magnetic susceptibility of the elements and inorganic compounds, in Handbook of Chemistry and Physics 81st edition, CRC press.
2. ↑  "معلومات عن ثاليوم على موقع chemapps.stolaf.edu". chemapps.stolaf.edu. مؤرشف من الأصل في 2016-10-04.
3. ↑  "BKVIYDNLLOSFOA-UHFFFAOYSA-N"%5bInChIKey%5d "معلومات عن ثاليوم على موقع ncbi.nlm.nih.gov". ncbi.nlm.nih.gov. مؤرشف من "BKVIYDNLLOSFOA-UHFFFAOYSA-N"%5bInChIKey%5d الأصل في 2020-03-14.
4. ↑  "معلومات عن ثاليوم على موقع chemspider.com". chemspider.com. مؤرشف من الأصل في 2019-01-16.
5. ↑  The Mining and Smelting Magazine نسخة محفوظة 2021-02-24 على موقع واي باك مشين..
6. 1 2 3 4 5  "Chemical fact sheet – Thallium". Spectrum Laboratories. أبريل 2001. مؤرشف من الأصل في 2008-02-21. اطلع عليه بتاريخ 2008-02-02.
7. ↑  Hasan، Heather (2009). The Boron Elements: Boron, Aluminum, Gallium, Indium, Thallium. Rosen Publishing Group. ص. 14. ISBN:978-1-4358-5333-1.
8. 1 2 3  Greenwood and Earnshaw, pp. 222–224
9. ↑  Haynes، William M.، المحرر (2011). دليل سي آر سي المرجعي للكيمياء والفيزياء (ط. 92nd). Boca Raton, FL: سي آر سي بريس. ص. 8.20. ISBN:1-4398-5511-0.
10. 1 2  Greenwood and Earnshaw, pp. 224–7
11. 1 2  Holleman, Arnold F.; Wiberg, Egon; Wiberg, Nils (1985). "Thallium". Lehrbuch der Anorganischen Chemie (بالألمانية) (91–100 ed.). Walter de Gruyter. pp. 892–893. ISBN:978-3-11-007511-3.
12. 1 2 3  Audi، Georges؛ Bersillon، Olivier؛ Blachot، Jean؛ Wapstra، Aaldert Hendrik (2003)، "The NUBASE evaluation of nuclear and decay properties"، Nuclear Physics A، ج. 729: 3–128، Bibcode:2003NuPhA.729....3A، DOI:10.1016/j.nuclphysa.2003.11.001
13. ↑  "Manual for reactor produced radioisotopes" (PDF). الوكالة الدولية للطاقة الذرية. 2003. مؤرشف من الأصل (PDF) في 2011-05-21. اطلع عليه بتاريخ 2010-05-13.
14. ↑  Maddahi، Jamshid؛ Berman، Daniel (2001). "Detection, Evaluation, and Risk Stratification of Coronary Artery Disease by Thallium-201 Myocardial Perfusion Scintigraphy 155". Cardiac SPECT imaging (ط. 2nd). Lippincott Williams & Wilkins. ص. 155–178. ISBN:978-0-7817-2007-6. مؤرشف من الأصل في 2017-02-22. اطلع عليه بتاريخ 2016-09-26.
15. ↑  Andrew، L.؛ Wang, X. (2004). "Infrared Spectra of Thallium Hydrides in Solid Neon, Hydrogen, and Argon". J. Phys. Chem. A. ج. 108 ع. 16: 3396–3402. Bibcode:2004JPCA..108.3396W. DOI:10.1021/jp0498973.
16. ↑  Greenwood and Earnshaw, p. 239
17. ↑  Greenwood and Earnshaw, p. 254
18. ↑  Greenwood and Earnshaw, p. 241
19. ↑  Greenwood and Earnshaw, pp. 246–7
20. ↑  Siidra، Oleg I.؛ Britvin، Sergey N.؛ Krivovichev، Sergey V. (2009). "Hydroxocentered [(OH)Tl3]2+ triangle as a building unit in thallium compounds: synthesis and crystal structure of Tl4(OH)2CO3". Z. Kristallogr. ج. 224 ع. 12: 563–567. Bibcode:2009ZK....224..563S. DOI:10.1524/zkri.2009.1213.
21. ↑  Handbook of inorganic compounds. Perry, Dale L., Phillips, Sidney L. Boca Raton: CRC Press. 1995. ISBN:0-8493-8671-3. OCLC:32347397.{{استشهاد بكتاب}}:  صيانة الاستشهاد: آخرون (link)
22. ↑  Frank، Scott A.؛ Chen، Hou؛ Kunz، Roxanne K.؛ Schnaderbeck، Matthew J.؛ Roush، William R. (1 أغسطس 2000). "Use of Thallium(I) Ethoxide in Suzuki Cross Coupling Reactions". Organic Letters. ج. 2 ع. 17: 2691–2694. DOI:10.1021/ol0062446. ISSN:1523-7060. PMID:10990429.
23. ↑  Greenwood and Earnshaw, pp. 262–4
24. ↑  Liddell, Henry George and Scott, Robert (eds.
25. ↑  Crookes, William (March 30, 1861) "On the existence of a new element, probably of the sulphur group," Chemical News, vol. 3, pp. 193–194؛ reprinted in: Crookes، William (أبريل 1861). "XLVI. On the existence of a new element, probably of the sulphur group". Philosophical Magazine. ج. 21 ع. 140: 301–305. DOI:10.1080/14786446108643058. مؤرشف من الأصل في 2014-07-01. اطلع عليه بتاريخ 2016-09-26."XLVI. On the existence of a new element, probably of the sulphur group". Philosophical Magazine. 21 (140): 301–305. doi:10.1080/14786446108643058. Archived from the original on 2014-07-01. Retrieved 2016-09-26.;
26. ↑  Weeks، Mary Elvira (1932). "The discovery of the elements. XIII. Supplementary note on the discovery of thallium". Journal of Chemical Education. ج. 9 ع. 12: 2078. Bibcode:1932JChEd...9.2078W. DOI:10.1021/ed009p2078.
27. ↑  G. Kirchhoff؛ R. Bunsen (1861). "Chemische Analyse durch Spectralbeobachtungen" (PDF). Annalen der Physik und Chemie. ج. 189 ع. 7: 337–381. Bibcode:1861AnP...189..337K. DOI:10.1002/andp.18611890702. مؤرشف من الأصل (PDF) في 2020-11-14. اطلع عليه بتاريخ 2018-04-20.
28. ↑  Crookes، William (1862–1863). "Preliminary Researches on Thallium". Proceedings of the Royal Society of London. ج. 12: 150–159. Bibcode:1862RSPS...12..150C. DOI:10.1098/rspl.1862.0030. JSTOR:112218.
29. ↑  Crookes، William (1863). "On Thallium". Philosophical Transactions of the Royal Society of London. ج. 153: 173–192. DOI:10.1098/rstl.1863.0009. JSTOR:108794. مؤرشف من الأصل في 2020-03-13. اطلع عليه بتاريخ 2019-09-12.
30. ↑  DeKosky، Robert K. (1973). "Spectroscopy and the Elements in the Late Nineteenth Century: The Work of Sir William Crookes". The British Journal for the History of Science. ج. 6 ع. 4: 400–423. DOI:10.1017/S0007087400012553. JSTOR:4025503.
31. ↑  Lamy، Claude-Auguste (1862). "De l'existencè d'un nouveau métal, le thallium". Comptes Rendus. ج. 54: 1255–1262. مؤرشف من الأصل في 2016-05-15. اطلع عليه بتاريخ 2008-11-11.
32. ↑  James، Frank A. J. L. (1984). "Of 'Medals and Muddles' the Context of the Discovery of Thallium: William Crookes's Early". Notes and Records of the Royal Society of London. ج. 39 ع. 1: 65–90. DOI:10.1098/rsnr.1984.0005. JSTOR:531576.
33. 1 2  Emsley، John (2006). "Thallium". The Elements of Murder: A History of Poison. Oxford University Press. ص. 326–327. ISBN:978-0-19-280600-0. مؤرشف من الأصل في 2020-03-07. اطلع عليه بتاريخ 2016-09-26.
34. 1 2  Staff of the Nonferrous Metals Division (1972). "Thallium". Minerals yearbook metals, minerals, and fuels. United States Geological Survey. ج. 1. ص. 1358. مؤرشف من الأصل في 2014-03-22. اطلع عليه بتاريخ 2010-06-01.
35. 1 2 3 4  Guberman، David E. "Mineral Commodity Summaries 2010: Thallium" (PDF). United States Geological Survey. مؤرشف من الأصل (PDF) في 2010-07-15. اطلع عليه بتاريخ 2010-05-13.
36. ↑  Zitko، V.؛ Carson، W. V.؛ Carson، W. G. (1975). "Thallium: Occurrence in the environment and toxicity to fish". Bulletin of Environmental Contamination and Toxicology. ج. 13 ع. 1: 23–30. DOI:10.1007/BF01684859. PMID:1131433.
37. 1 2  Peter، A.؛ Viraraghavan، T. (2005). "Thallium: a review of public health and environmental concerns". Environment International. ج. 31 ع. 4: 493–501. DOI:10.1016/j.envint.2004.09.003. PMID:15788190.
38. ↑  Shaw، D. (1952). "The geochemistry of thallium". Geochimica et Cosmochimica Acta. ج. 2 ع. 2: 118–154. Bibcode:1952GeCoA...2..118S. DOI:10.1016/0016-7037(52)90003-3.
39. 1 2  Downs، Anthony John (1993). Chemistry of aluminium, gallium, indium, and thallium. Springer. ص. 90 and 106. ISBN:978-0-7514-0103-5. مؤرشف من الأصل في 2017-02-22. اطلع عليه بتاريخ 2016-09-26.
40. ↑  Rehkamper، M.؛ Nielsen، Sune G. (2004). "The mass balance of dissolved thallium in the oceans". Marine Chemistry. ج. 85 ع. 3–4: 125–139. DOI:10.1016/j.marchem.2003.09.006.
41. ↑  Jankovic، S. (1988). "The Allchar Tl–As–Sb deposit, Yugoslavia and its specific metallogenic features". Nuclear Instruments and Methods in Physics Research Section A: Accelerators, Spectrometers, Detectors and Associated Equipment. ج. 271 ع. 2: 286. Bibcode:1988NIMPA.271..286J. DOI:10.1016/0168-9002(88)90170-2.
42. ↑  Smith، Gerald R. "Mineral commodity summaries 1996: Thallium" (PDF). United States Geological Survey. مؤرشف من الأصل (PDF) في 2010-05-29. اطلع عليه بتاريخ 2010-05-13.
43. 1 2 3 4  Hammond, C. R. (29 يونيو 2004). The Elements, in Handbook of Chemistry and Physics (ط. 81st). CRC press. ISBN:978-0-8493-0485-9. مؤرشف من الأصل في 2021-09-04.
44. ↑  Percival، G. H. (1930). "The Treatment of Ringworm of The Scalp with Thallium Acetate". British Journal of Dermatology. ج. 42 ع. 2: 59–69. DOI:10.1111/j.1365-2133.1930.tb09395.x. PMID:20774304. {{استشهاد بدورية محكمة}}: الوسيط غير المعروف |PMCID= تم تجاهله يقترح استخدام |pmc= (مساعدة)
45. ↑  Galvanarzate، S.؛ Santamarı́a، A. (1998). "Thallium toxicity". Toxicology Letters. ج. 99 ع. 1: 1–13. DOI:10.1016/S0378-4274(98)00126-X. PMID:9801025.
46. ↑  Rodney، William S.؛ Malitson، Irving H. (1956). "Refraction and Dispersion of Thallium Bromide Iodide". Journal of the Optical Society of America. ج. 46 ع. 11: 338–346. Bibcode:1956JOSA...46..956R. DOI:10.1364/JOSA.46.000956.
47. ↑  Kokorina، Valentina F. (1996). Glasses for infrared optics. سي آر سي بريس. ISBN:978-0-8493-3785-7. مؤرشف من الأصل في 2020-03-11. اطلع عليه بتاريخ 2016-09-26.
48. ↑  Nayer, P. S؛ Hamilton, O. (1977). "Thallium selenide infrared detector". Appl. Opt. ج. 16 ع. 11: 2942–4. Bibcode:1977ApOpt..16.2942N. DOI:10.1364/AO.16.002942. PMID:20174271.
49. ↑  Hofstadter، Robert (1949). "The Detection of Gamma-Rays with Thallium-Activated Sodium Iodide Crystals". Physical Review. ج. 75 ع. 5: 796–810. Bibcode:1949PhRv...75..796H. DOI:10.1103/PhysRev.75.796.
50. ↑  Sheng، Z. Z.؛ Hermann A. M. (1988). "Bulk superconductivity at 120 K in the Tl–Ca/Ba–Cu–O system". Nature. ج. 332 ع. 6160: 138–139. Bibcode:1988Natur.332..138S. DOI:10.1038/332138a0.
51. ↑  Jia, Y. X.؛ Lee, C. S.؛ Zettl, A. (1994). "Stabilization of the Tl2Ba2Ca2Cu3O10 superconductor by Hg doping". Physica C. ج. 234 ع. 1–2: 24–28. Bibcode:1994PhyC..234...24J. DOI:10.1016/0921-4534(94)90049-3. مؤرشف من الأصل في 2020-03-16. اطلع عليه بتاريخ 2019-07-01.
52. ↑  Jain، Diwakar؛ Zaret، Barry L. (2005). "Nuclear imaging in cardiovascular medicine". في Clive Rosendorff (المحرر). Essential cardiology: principles and practice (ط. 2nd). Humana Press. ص. 221–222. ISBN:978-1-58829-370-1. مؤرشف من الأصل في 2017-02-19. اطلع عليه بتاريخ 2016-09-26.
53. ↑  Lagunas-Solar، M. C.؛ Little, F. E.؛ Goodart, C. D. (1982). "An integrally shielded transportable generator system for thallium-201 production". International Journal of Applied Radiation and Isotopes. ج. 33 ع. 12: 1439–1443. DOI:10.1016/0020-708X(82)90183-1. PMID:7169272. مؤرشف من الأصل في 2007-10-12. اطلع عليه بتاريخ 2006-11-23.
54. ↑  Thallium-201 production نسخة محفوظة 2006-09-13 على موقع واي باك مشين. from Harvard Medical School's Joint Program in Nuclear Medicine.
55. ↑  Lebowitz، E.؛ Greene، M. W.؛ Fairchild، R.؛ Bradley-Moore، P. R.؛ Atkins، H. L.؛ Ansari، A. N.؛ Richards، P.؛ Belgrave، E. (1975). "Thallium-201 for medical use". The Journal of Nuclear Medicine. ج. 16 ع. 2: 151–5. PMID:1110421. مؤرشف من الأصل في 2008-10-11. اطلع عليه بتاريخ 2010-05-13.
56. ↑  Taylor, George J. (2004). Primary care cardiology. Wiley-Blackwell. ص. 100. ISBN:978-1-4051-0386-2. مؤرشف من الأصل في 2020-03-12. اطلع عليه بتاريخ 2016-09-26.
57. ↑  Taylor، Edward Curtis؛ McKillop، Alexander (1970). "Thallium in organic synthesis". Accounts of Chemical Research. ج. 3 ع. 10: 956–960. DOI:10.1021/ar50034a003.
58. ↑  Pecht, Michael (1 مارس 1994). Integrated circuit, hybrid, and multichip module package design guidelines: a focus on reliability. ص. 113–115. ISBN:978-0-471-59446-8. مؤرشف من الأصل في 2014-07-01. اطلع عليه بتاريخ 2016-09-26.
59. ↑  Jahns, R. H. (1939). "Clerici solution for the specific gravity determination of small mineral grains" (PDF). American Mineralogist. ج. 24: 116. مؤرشف من الأصل (PDF) في 2012-07-24. اطلع عليه بتاريخ 2009-11-06.
60. ↑  Peter G. Read (1999). Gemmology. Butterworth-Heinemann. ص. 63–64. ISBN:978-0-7506-4411-2. مؤرشف من الأصل في 2020-03-17. اطلع عليه بتاريخ 2016-09-26.
61. ↑  Reiling، Gilbert H. (1964). "Characteristics of Mercury Vapor-Metallic Iodide Arc Lamps". Journal of the Optical Society of America. ج. 54 ع. 4: 532. Bibcode:1964JOSA...54..532R. DOI:10.1364/JOSA.54.000532.
62. ↑  Gallo، C. F. (1967). "The Effect of Thallium Iodide on the Arc Temperature of Hg Discharges". Applied Optics. ج. 6 ع. 9: 1563–5. Bibcode:1967ApOpt...6.1563G. DOI:10.1364/AO.6.001563. PMID:20062260.
63. ↑  Wilford, John Noble (11 أغسطس 1987). "UNDERSEA QUEST FOR GIANT SQUIDS AND RARE SHARKS". مؤرشف من الأصل في 2016-12-20. اطلع عليه بتاريخ 2017-02-13.
64. ↑  A 15-year-old case yields a timely clue in deadly thallium poisoning نسخة محفوظة 2013-08-28 على موقع واي باك مشين..
65. ↑  Jennifer Ouellette (25 ديسمبر 2018). "Study brings us one step closer to solving 1994 thallium poisoning case". Ars Technica. مؤرشف من الأصل في 2018-12-26. اطلع عليه بتاريخ 2018-12-26.
66. ↑  "CDC – NIOSH Pocket Guide to Chemical Hazards – Thallium (soluble compounds, as Tl)". www.cdc.gov. مؤرشف من الأصل في 2015-09-24. اطلع عليه بتاريخ 2015-11-24.
67. ↑  "Thallium 277932".  نسخة محفوظة 2021-05-17 على موقع واي باك مشين.
68. ↑  Safety and Health Topics | Surface Contamination نسخة محفوظة 2014-03-22 على موقع واي باك مشين..
69. ↑  Chemical Sampling Information | Thallium, soluble compounds (as Tl) نسخة محفوظة 2014-03-22 على موقع واي باك مشين..
70. ↑  "Thallium: biological information". WebElements. مؤرشف من الأصل في 2021-01-23. اطلع عليه بتاريخ 2021-03-17.
71. ↑  "CDC – The Emergency Response Safety and Health Database: Systemic Agent: THALLIUM – NIOSH". www.cdc.gov. مؤرشف من الأصل في 2019-11-15. اطلع عليه بتاريخ 2019-12-11.
72. ↑  Yang، Yongsheng؛ Faustino، Patrick J.؛ Progar، Joseph J.؛ وآخرون (2008). "Quantitative determination of thallium binding to ferric hexacyanoferrate: Prussian blue". International Journal of Pharmaceutics. ج. 353 ع. 1–2: 187–194. DOI:10.1016/j.ijpharm.2007.11.031. PMID:18226478. مؤرشف من الأصل في 2020-03-15. اطلع عليه بتاريخ 2019-07-01.
73. ↑  Prussian blue fact sheet نسخة محفوظة 2013-10-20 على موقع واي باك مشين..
74. ↑  Malbrain، Manu L. N. G.؛ Lambrecht, Guy L. Y.؛ Zandijk, Erik؛ Demedts, Paul A.؛ Neels, Hugo M.؛ Lambert, Willy؛ De Leenheer, André P.؛ Lins, Robert L.؛ Daelemans, Ronny (1997). "Treatment of Severe Thallium Intoxication". Clinical Toxicology. ج. 35 ع. 1: 97–100. DOI:10.3109/15563659709001173. PMID:9022660.
75. ↑  "Factsheet on: Thallium" (PDF). US Environmental Protection Agency. مؤرشف من الأصل (PDF) في 2012-01-11. اطلع عليه بتاريخ 2009-09-15.

## ببليوغرافيا عامة
- Greenwood, Norman  N.; Earnshaw, Alan (1997). Chemistry of the Elements (بالإنجليزية) (2 ed.). Butterworth-Heinemann. ISBN:0-08-037941-9.

## روابط خارجية
- الثاليوم في الجدول الدوري لمقاطع الفيديو (جامعة نوتنجهام).
- سمية الثاليوم.
- بنك بيانات المواد الخطرة NLM - الثاليوم عنصرى.
- ATSDR - ToxFAQs نسخة محفوظة 16 أكتوبر 2014 على موقع واي باك مشين..
- CDC - دليل الجيب NIOSH للمخاطر الكيميائية.
- موقع https://uqu.edu.sa/page/ar/53518.